# Список астероїдів (5601—5700)
| Назва                                | Тимчасове позначення | Дата відкриття    | Місце відкриття                      | Відкривач                                              |
| ------------------------------------ | -------------------- | ----------------- | ------------------------------------ | ------------------------------------------------------ |
| (5601) 1991 VR                       | 1991 VR              | 4 листопада 1991  | Обсерваторія Кушіро                  | Сейджі Уеда, Хіроші Канеда                             |
| (5602) 1991 VM1                      | 1991 VM1             | 4 листопада 1991  | Обсерваторія Кушіро                  | Сейджі Уеда, Хіроші Канеда                             |
| 5603 Раусудаке (Rausudake)           | 1992 CE              | 5 лютого 1992     | Обсерваторія Кітамі                  | Кін Ендате, Кадзуро Ватанабе                           |
| (5604) 1992 FE                       | 1992 FE              | 26 березня 1992   | Обсерваторія Сайдинг-Спрінг          | Роберт Макнот                                          |
| 5605 Кусіда (Kushida)                | 1993 DB              | 17 лютого 1993    | Обсерваторія Кійосато                | Сатору Отомо                                           |
| 5606 Мурамацу (Muramatsu)            | 1993 EH              | 1 березня 1993    | Обсерваторія Кійосато                | Сатору Отомо                                           |
| (5607) 1993 EN                       | 1993 EN              | 12 березня 1993   | Обсерваторія Кушіро                  | Сейджі Уеда, Хіроші Канеда                             |
| 5608 Олмос (Olmos)                   | 1993 EO              | 12 березня 1993   | Обсерваторія Кушіро                  | Сейджі Уеда, Хіроші Канеда                             |
| 5609 Стронконе (Stroncone)           | 1993 FU              | 22 березня 1993   | Обсерваторія Санта-Лючія Стронконе   | Антоніо Ваньоцці                                       |
| 5610 Бальстер (Balster)              | 2041 T-3             | 16 жовтня 1977    | Паломарська обсерваторія             | К. Й. ван Гаутен, І. ван Гаутен-Ґроневельд, Т. Герельс |
| (5611) 1943 DL                       | 1943 DL              | 26 лютого 1943    | Турку                                | Люсі Отерма                                            |
| 5612 Невський (Nevskij)              | 1975 TX2             | 3 жовтня 1975     | КрАО                                 | Черних Людмила Іванівна                                |
| 5613 Донський (Donskoj)              | 1976 YP1             | 16 грудня 1976    | КрАО                                 | Черних Людмила Іванівна                                |
| 5614 Яковлєв (Yakovlev)              | 1979 VN              | 11 листопада 1979 | КрАО                                 | Черних Микола Степанович                               |
| 5615 Іскандер (Iskander)             | 1983 PZ              | 4 серпня 1983     | КрАО                                 | Карачкіна Людмила Георгіївна                           |
| 5616 Фоґтланд (Vogtland)             | 1987 ST10            | 29 вересня 1987   | Обсерваторія Карла Шварцшильда       | Ф. Бернґен                                             |
| 5617 Ємельяненко (Emelyanenko)       | 1989 EL              | 5 березня 1989    | Паломарська обсерваторія             | Е. Гелін                                               |
| 5618 Сайтама (Saitama)               | 1990 EA              | 4 березня 1990    | Обсерваторія Дінік                   | Ацуші Суґіе                                            |
| 5619 Шейр (Shair)                    | 1990 HC1             | 26 квітня 1990    | Паломарська обсерваторія             | Е. Гелін                                               |
| 5620 Джейсонвілер (Jasonwheeler)     | 1990 OA              | 19 липня 1990     | Паломарська обсерваторія             | Браян Роман, Е. Гелін                                  |
| 5621 Erb                             | 1990 SG4             | 23 вересня 1990   | Паломарська обсерваторія             | Кеннет Лоренс                                          |
| (5622) 1990 TL4                      | 1990 TL4             | 14 жовтня 1990    | Паломарська обсерваторія             | Е. Гелін                                               |
| 5623 Іваморі (Iwamori)               | 1990 UY              | 20 жовтня 1990    | Обсерваторія Дінік                   | Ацуші Суґіе                                            |
| 5624 Ширлі (Shirley)                 | 1991 AY1             | 11 січня 1991     | Паломарська обсерваторія             | Е. Гелін                                               |
| (5625) 1991 AO2                      | 1991 AO2             | 7 січня 1991      | Обсерваторія Сайдинг-Спрінг          | Роберт Макнот                                          |
| (5626) 1991 FE                       | 1991 FE              | 18 березня 1991   | Обсерваторія Кітт-Пік                | Spacewatch                                             |
| (5627) 1991 MA                       | 1991 MA              | 16 червня 1991    | Обсерваторія Сайдинг-Спрінг          | Роберт Макнот                                          |
| 5628 Пройссен (Preussen)             | 1991 RP7             | 13 вересня 1991   | Обсерваторія Карла Шварцшильда       | Лутц Шмадель, Ф. Бернґен                               |
| 5629 Кувана (Kuwana)                 | 1993 DA1             | 20 лютого 1993    | Окутама                              | Цуному Хіокі, Шудзі Хаякава                            |
| 5630 Біллшефер (Billschaefer)        | 1993 FZ              | 21 березня 1993   | Паломарська обсерваторія             | Дж. Чайльд                                             |
| 5631 Секіхокутоґе (Sekihokutouge)    | 1993 FE1             | 20 березня 1993   | Обсерваторія Кітамі                  | Кін Ендате, Кадзуро Ватанабе                           |
| 5632 Інгелехман (Ingelehmann)        | 1993 GG              | 15 квітня 1993    | Паломарська обсерваторія             | Керолін Шумейкер, Юджин Шумейкер                       |
| (5633) 1978 UL7                      | 1978 UL7             | 27 жовтня 1978    | Паломарська обсерваторія             | Мішель Олмстід                                         |
| (5634) 1978 VT6                      | 1978 VT6             | 7 листопада 1978  | Паломарська обсерваторія             | Е. Гелін, Ш. Дж. Бас                                   |
| 5635 Коле (Cole)                     | 1981 ER5             | 2 березня 1981    | Обсерваторія Сайдинг-Спрінг          | Ш. Дж. Бас                                             |
| 5636 Джейкобсон (Jacobson)           | 1985 QN              | 22 серпня 1985    | Станція Андерсон-Меса                | Едвард Бовелл                                          |
| 5637 Gyas                            | 1988 RF1             | 10 вересня 1988   | Паломарська обсерваторія             | Керолін Шумейкер, Юджин Шумейкер                       |
| 5638 Deikoon                         | 1988 TA3             | 10 жовтня 1988    | Паломарська обсерваторія             | Керолін Шумейкер, Юджин Шумейкер                       |
| (5639) 1989 PE                       | 1989 PE              | 9 серпня 1989     | Паломарська обсерваторія             | Джеффрі Алу, Е. Гелін                                  |
| 5640 Йосіно (Yoshino)                | 1989 UR3             | 21 жовтня 1989    | Каґошіма                             | Масару Мукаї, Масанорі Такеїші                         |
| 5641 McCleese                        | 1990 DJ              | 27 лютого 1990    | Паломарська обсерваторія             | Е. Гелін                                               |
| 5642 Bobbywilliams                   | 1990 OK1             | 27 липня 1990     | Паломарська обсерваторія             | Генрі Гольт                                            |
| 5643 Роквес (Roques)                 | 1990 QC2             | 22 серпня 1990    | Паломарська обсерваторія             | Генрі Гольт                                            |
| 5644 Морінбел (Maureenbell)          | 1990 QG2             | 22 серпня 1990    | Паломарська обсерваторія             | Генрі Гольт                                            |
| (5645) 1990 SP                       | 1990 SP              | 20 вересня 1990   | Обсерваторія Сайдинг-Спрінг          | Роберт Макнот                                          |
| (5646) 1990 TR                       | 1990 TR              | 11 жовтня 1990    | Обсерваторія Кушіро                  | Сейджі Уеда, Хіроші Канеда                             |
| (5647) 1990 TZ                       | 1990 TZ              | 14 жовтня 1990    | Паломарська обсерваторія             | Е. Гелін                                               |
| (5648) 1990 VU1                      | 1990 VU1             | 11 листопада 1990 | Обсерваторія Кітамі                  | Кін Ендате, Кадзуро Ватанабе                           |
| 5649 Donnashirley                    | 1990 WZ2             | 18 листопада 1990 | Паломарська обсерваторія             | Е. Гелін                                               |
| 5650 Мочіхіто-о (Mochihito-o)        | 1990 XK              | 10 грудня 1990    | Станція JCPM Якіїмо                  | Акіра Наторі, Такеші Урата                             |
| 5651 Траверса (Traversa)             | 1991 CA2             | 14 лютого 1991    | Обсерваторія Верхнього Провансу      | Ерік Вальтер Ельст                                     |
| 5652 Amphimachus                     | 1992 HS3             | 24 квітня 1992    | Паломарська обсерваторія             | Керолін Шумейкер, Юджин Шумейкер                       |
| 5653 Camarillo                       | 1992 WD5             | 21 листопада 1992 | Паломарська обсерваторія             | Е. Гелін, Кеннет Лоренс                                |
| 5654 Терні (Terni)                   | 1993 KG              | 20 травня 1993    | Обсерваторія Санта-Лючія Стронконе   | Антоніо Ваньоцці                                       |
| 5655 Барні (Barney)                  | 1159 T-2             | 29 вересня 1973   | Паломарська обсерваторія             | К. Й. ван Гаутен, І. ван Гаутен-Ґроневельд, Т. Герельс |
| 5656 Олдфілд (Oldfield)              | A920 TA              | 8 жовтня 1920     | Гамбурзька обсерваторія              | Вальтер Бааде                                          |
| 5657 Groombridge                     | 1936 QE1             | 28 серпня 1936    | Обсерваторія Гейдельберг-Кеніґштуль  | К. В. Райнмут                                          |
| 5658 Клаусбаадер (Clausbaader)       | 1950 DO              | 17 лютого 1950    | Обсерваторія Гейдельберг-Кеніґштуль  | К. В. Райнмут                                          |
| (5659) 1968 OA1                      | 1968 OA1             | 18 липня 1968     | Астрономічна станція Серро Ель Робле | Карлос Торрес, С. Кофре                                |
| (5660) 1974 MA                       | 1974 MA              | 26 червня 1974    | Паломарська обсерваторія             | Чарльз Коваль                                          |
| 5661 Хільдебранд (Hildebrand)        | 1977 PO1             | 14 серпня 1977    | КрАО                                 | Черних Микола Степанович                               |
| 5662 Вендікальвін (Wendycalvin)      | 1981 EL4             | 2 березня 1981    | Обсерваторія Сайдинг-Спрінг          | Ш. Дж. Бас                                             |
| 5663 МакКіген (McKeegan)             | 1981 EQ12            | 1 березня 1981    | Обсерваторія Сайдинг-Спрінг          | Ш. Дж. Бас                                             |
| 5664 Евґстер (Eugster)               | 1981 EX43            | 6 березня 1981    | Обсерваторія Сайдинг-Спрінг          | Ш. Дж. Бас                                             |
| 5665 Беґеманн (Begemann)             | 1982 BD13            | 30 січня 1982     | Паломарська обсерваторія             | Ш. Дж. Бас                                             |
| 5666 Рабле (Rabelais)                | 1982 TP1             | 14 жовтня 1982    | КрАО                                 | Карачкіна Людмила Георгіївна                           |
| 5667 Нахімовська (Nakhimovskaya)     | 1983 QH1             | 16 серпня 1983    | КрАО                                 | Смирнова Тамара Михайлівна                             |
| 5668 Фуко (Foucault)                 | 1984 FU              | 22 березня 1984   | Обсерваторія Клеть                   | Антонін Мркос                                          |
| (5669) 1985 CC2                      | 1985 CC2             | 12 лютого 1985    | Обсерваторія Ла-Сілья                | Анрі Дебеонь                                           |
| 5670 Роузтейлор (Rosstaylor)         | 1985 VF2             | 7 листопада 1985  | Паломарська обсерваторія             | Керолін Шумейкер, Юджин Шумейкер                       |
| 5671 Шаналь (Chanal)                 | 1985 XR              | 13 грудня 1985    | Коссоль                              | CERGA                                                  |
| 5672 Ліббі (Libby)                   | 1986 EE2             | 6 березня 1986    | Станція Андерсон-Меса                | Едвард Бовелл                                          |
| 5673 Макалістер (McAllister)         | 1986 RT2             | 6 вересня 1986    | Станція Андерсон-Меса                | Едвард Бовелл                                          |
| 5674 Волфф (Wolff)                   | 1986 RW2             | 6 вересня 1986    | Станція Андерсон-Меса                | Едвард Бовелл                                          |
| 5675 Евгенійлєбєдєв (Evgenilebedev)  | 1986 RY5             | 7 вересня 1986    | КрАО                                 | Черних Людмила Іванівна                                |
| 5676 Вольтер (Voltaire)              | 1986 RH12            | 9 вересня 1986    | КрАО                                 | Карачкіна Людмила Георгіївна                           |
| 5677 Абердонія (Aberdonia)           | 1987 SQ1             | 21 вересня 1987   | Станція Андерсон-Меса                | Едвард Бовелл                                          |
| 5678 ДюБрідж (DuBridge)              | 1989 TS              | 1 жовтня 1989     | Паломарська обсерваторія             | Е. Гелін                                               |
| 5679 Аккадо (Akkado)                 | 1989 VR              | 2 листопада 1989  | Обсерваторія Кітамі                  | Кін Ендате, Кадзуро Ватанабе                           |
| (5680) 1989 YZ1                      | 1989 YZ1             | 30 грудня 1989    | Обсерваторія Сайдинг-Спрінг          | Роберт Макнот                                          |
| 5681 Бакулєв (Bakulev)               | 1990 RS17            | 15 вересня 1990   | КрАО                                 | Журавльова Людмила Василівна                           |
| 5682 Beresford                       | 1990 TB              | 9 жовтня 1990     | Обсерваторія Сайдинг-Спрінг          | Роберт Макнот                                          |
| 5683 Біфукумонін (Bifukumonin)       | 1990 UD              | 19 жовтня 1990    | Обсерваторія Ніхондайра              | Такеші Урата                                           |
| 5684 Коґо (Kogo)                     | 1990 UB2             | 21 жовтня 1990    | Обсерваторія Ніхондайра              | Такеші Урата                                           |
| 5685 Саненобуфукуй (Sanenobufukui)   | 1990 XA              | 8 грудня 1990     | Обсерваторія Мінамі-Ода              | Тосіро Номура, Койо Каванісі                           |
| 5686 Тійоноура (Chiyonoura)          | 1990 YQ              | 20 грудня 1990    | Обсерваторія Кушіро                  | Масанорі Мацумаяма, Кадзуро Ватанабе                   |
| 5687 Ямамотосінобу (Yamamotoshinobu) | 1991 AB1             | 13 січня 1991     | Обсерваторія Яцуґатаке-Кобутізава    | Йошіо Кушіда, Осаму Мурамацу                           |
| 5688 Клівік (Kleewyck)               | 1991 AD2             | 12 січня 1991     | Паломарська обсерваторія             | Е. Гелін                                               |
| 5689 Рьон (Rhon)                     | 1991 RZ2             | 9 вересня 1991    | Обсерваторія Карла Шварцшильда       | Ф. Бернґен, Лутц Шмадель                               |
| (5690) 1992 EU                       | 1992 EU              | 7 березня 1992    | Обсерваторія Кушіро                  | Сейджі Уеда, Хіроші Канеда                             |
| 5691 Фредвотсон (Fredwatson)         | 1992 FD              | 26 березня 1992   | Обсерваторія Сайдинг-Спрінг          | Роберт Макнот                                          |
| 5692 Сірао (Shirao)                  | 1992 FR              | 23 березня 1992   | Обсерваторія Кітамі                  | Кін Ендате, Кадзуро Ватанабе                           |
| (5693) 1993 EA                       | 1993 EA              | 3 березня 1993    | Обсерваторія Кітт-Пік                | Spacewatch                                             |
| 5694 Берений (Berenyi)               | 3051 P-L             | 24 вересня 1960   | Паломарська обсерваторія             | К. Й. ван Гаутен, І. ван Гаутен-Ґроневельд, Т. Герельс |
| 5695 Ромілю (Remillieux)             | 4577 P-L             | 24 вересня 1960   | Паломарська обсерваторія             | К. Й. ван Гаутен, І. ван Гаутен-Ґроневельд, Т. Герельс |
| 5696 Ібсен (Ibsen)                   | 4582 P-L             | 24 вересня 1960   | Паломарська обсерваторія             | К. Й. ван Гаутен, І. ван Гаутен-Ґроневельд, Т. Герельс |
| 5697 Арреніус (Arrhenius)            | 6766 P-L             | 24 вересня 1960   | Паломарська обсерваторія             | К. Й. ван Гаутен, І. ван Гаутен-Ґроневельд, Т. Герельс |
| 5698 Нольде (Nolde)                  | 4121 T-1             | 26 березня 1971   | Паломарська обсерваторія             | К. Й. ван Гаутен, І. ван Гаутен-Ґроневельд, Т. Герельс |
| 5699 Мунк (Munch)                    | 2141 T-3             | 16 жовтня 1977    | Паломарська обсерваторія             | К. Й. ван Гаутен, І. ван Гаутен-Ґроневельд, Т. Герельс |
| 5700 Гомер (Homerus)                 | 5166 T-3             | 16 жовтня 1977    | Паломарська обсерваторія             | К. Й. ван Гаутен, І. ван Гаутен-Ґроневельд, Т. Герельс |

| Астероїди 1—10000 → |           |           |           |           |           |           |           |           |            |
| 1—100               | 1001—1100 | 2001—2100 | 3001—3100 | 4001—4100 | 5001—5100 | 6001—6100 | 7001—7100 | 8001—8100 | 9001—9100  |
| 101—200             | 1101—1200 | 2101—2200 | 3101—3200 | 4101—4200 | 5101—5200 | 6101—6200 | 7101—7200 | 8101—8200 | 9101—9200  |
| 201—300             | 1201—1300 | 2201—2300 | 3201—3300 | 4201—4300 | 5201—5300 | 6201—6300 | 7201—7300 | 8201—8300 | 9201—9300  |
| 301—400             | 1301—1400 | 2301—2400 | 3301—3400 | 4301—4400 | 5301—5400 | 6301—6400 | 7301—7400 | 8301—8400 | 9301—9400  |
| 401—500             | 1401—1500 | 2401—2500 | 3401—3500 | 4401—4500 | 5401—5500 | 6401—6500 | 7401—7500 | 8401—8500 | 9401—9500  |
| 501—600             | 1501—1600 | 2501—2600 | 3501—3600 | 4501—4600 | 5501—5600 | 6501—6600 | 7501—7600 | 8501—8600 | 9501—9600  |
| 601—700             | 1601—1700 | 2601—2700 | 3601—3700 | 4601—4700 | 5601—5700 | 6601—6700 | 7601—7700 | 8601—8700 | 9601—9700  |
| 701—800             | 1701—1800 | 2701—2800 | 3701—3800 | 4701—4800 | 5701—5800 | 6701—6800 | 7701—7800 | 8701—8800 | 9701—9800  |
| 801—900             | 1801—1900 | 2801—2900 | 3801—3900 | 4801—4900 | 5801—5900 | 6801—6900 | 7801—7900 | 8801—8900 | 9801—9900  |
| 901—1000            | 1901—2000 | 2901—3000 | 3901—4000 | 4901—5000 | 5901—6000 | 6901—7000 | 7901—8000 | 8901—9000 | 9901—10000 |